# Richard Herrmann
Richard Herrmann (28. ledna 1923, Katovice – 27. července 1962) byl německý fotbalista narozený na území dnešního Polska, který reprezentoval Německou spolkovou republiku. Nastupoval především na postu útočníka.
S německou reprezentací se stal mistrem světa roku 1954, na vítězném šampionátu odehrál jedno utkání. Nastoupil k zápasu základní skupiny proti Maďarsku a vstřelil v 84. minutě gól, kterým snižoval na konečných 3:8. V národním týmu působil v letech 1950–1954, za tu dobu v něm odehrál 8 utkání, v nichž vstřelil 1 branku.
V letech 1947–1960 působil v klubu FSV Frankfurt.